# Monolistra bericum
Monolistra bericum är en kräftdjursart som först beskrevs av Fabiani 1901.  Monolistra bericum ingår i släktet Monolistra och familjen klotkräftor.

## Underarter
Arten delas in i följande underarter:
- M. b. hadzii
- M. b. bericum